# Космос (книга)
Космос: Історія космічної еволюції, науки та цивілізації (англ. Cosmos: The Story of Cosmic Evolution, Science and Civilisation) — науково-популярна книга Карла Сагана, видана в 1980 році. Складається з 13 розділів, що відповідають 13 епізодам телевізійного серіалу «Космос: персональна подорож». Теми книги включають історію та взаємний розвиток науки та цивілізації, природу Всесвіту, дослідження космосу людиною та роботами, внутрішню роботу клітини та ДНК, небезпеки та майбутні наслідки ядерної війни.
«Космос» став найпопулярнішою науковою книгою в США початку 1980-х років, провів 50 тижнів в списку бестселерів за версією Publishers Weekly і 70 тижнів — за версією New York Times. У 1981 році Карл Саган отримав премію Г'юго за найкращу науково-популярну книгу. Небувалий успіх «Космосу» сприяв різкому збільшенню уваги до науково-популярної літератури та послужив поштовхом для літературної кар'єри Сагана. Своєрідним продовженням «Космосу» є книга Сагана 1994 року «Блакитна цятка: Космічне майбутнє людства».

## Зміст
«Космос» має 13 розділів, що відповідають 13 епізодам телесеріалу «Космос». В оригінальному виданні кожен розділ багато ілюстрований. Книга охоплює широкий спектр тем, включно з міркуваннями Сагана про антропологічні, космологічні, біологічні, історичні та астрономічні питання від античності до сьогодення. Саган повторює свою позицію щодо позаземного життя — що масштаби Всесвіту дозволяють існування тисяч інопланетних цивілізацій, але немає достовірних доказів того, що таке життя будь-коли відвідувало Землю. Саган обговорює 15 мільярдів років космічної еволюції та розвиток науки та цивілізації. Він простежує походження знання та наукового методу, змішуючи науку та філософію, і міркує про майбутнє науки. Він також обговорює фундаментальні передумови науки, наводячи біографічні історії про багатьох видатних вчених, поміщаючи їхній внесок у ширший контекст розвитку сучасної науки. Книга, як і телевізійний серіал, містить кілька згадок про холодну війну, зокрема думки автора про самознищення цивілізації та марність гонки озброєнь.

## Популярність
Невдовзі після виходу «Космос» став найпродаванішою науковою книгою, будь-коли опублікованою англійською мовою, і першою науковою книгою, яка розійшлася тиражем понад пів мільйона примірників. Телесеріал «Космос» сприяв популярності книги. Її перевершила лише наприкінці 1980-х років «Коротка історія часу» Стівена Гокінга. «Космос» 50 тижнів залишався у списку бестселерів «Publishers Weekly» і 70 тижнів у списку бестселерів «New York Times». Поки «Космос» залишався в цих списках, він розійшовся накладом понад 900 000 примірників, а по всьому світу було продано близько 5 мільйонів примірників «Космосу». Невдовзі після виходу «Космосу» Саган отримав аванс у 2 мільйони доларів за роман «Контакт». Це був найбільший на той час аванс за ненаписану художню книгу. Успіх «Космосу» зробив Сагана «багатим і відомим». Це також започаткувало різке збільшення популярності наукових книг, відкривши нові можливості та нову читацьку аудиторію для цього літературного жанру. Історик науки Брюс Левенштейн з Корнельського університету зазначив, що серед наукових книжок «„Космос“ відзначив момент, коли явно щось змінилось». У 2013 році вийшло нове видання «Космосу» з передмовою Енн Друян і есеєм Ніла Деграсса Тайсона.

## Вплив
Після успіху «Космосу» Саган став науковою знаменитістю. Він виступав у багатьох телевізійних програмах, писав постійну колонку для Parade і працював над постійним підвищенням популярності наукового жанру. Левенштейн також зазначив силу книги як інструменту залучення молоді до науки. Разом із «Мисливцями за мікробами» та «Подвійною спіраллю» він описав «Космос» як одну з книг, які люди згадують у контексті «я став науковцем, бо прочитав цю книжку». За його словами, книга надихнула багатьох людей стати вченими, особливо в астрономії та фізиці. Сагана також називають «найуспішнішим вченим-популяризатором нашого часу» за його здатність залучати таку велику та різноманітну аудиторію. Популярність «Космосу» Сагана згадують в аргументах на підтримку збільшення витрат на дослідження космосу. На книгу Сагана також посилався Артур Кларк у своїй промові в Конгресі, пропагуючи в часи холодної війни припинити витрати на захист від міжконтинентальних балістичних ракет, витративши заощаджені кошти на дослідження Марса.

## Критика
Реакція на книгу Сагана було загалом позитивною. У «The New York Times Book Review» письменник Джеймс Міченер похвалив «Космос» як «розумно написаний, творчо ілюстрований короткий виклад … роздумів про наш всесвіт… Його стиль райдужний, з вогниками, що спалахують на несподіваних зіставленнях думок». Американський астрофізик Ніл Деграсс Тайсон описав «Космос» як щось «більше, ніж Карл Саган». Девід Вайтгаус з BBC зайшов так далеко, що сказав, що «немає жодної астрономічної книжки — навіть жодної наукової — яка б наближалася до красномовства та інтелектуального розмаху „Космосу“… Якщо ми відправимо лише одну книгу, щоб прикрасити бібліотеки далеких світів…, нехай це буде Космос». Kirkus Reviews описав книгу як «Саган у найкращому вигляді». Корнельська служба новин охарактеризувала книгу як «огляд того, як наука та цивілізація росли разом».

## Відзнаки
- У 1981 році «Космос» отримав премію Г'юго за найкращу нехудожню книгу[36].
- Бібліотека Конгресу США визнала «Космос» однією з вісімдесяти восьми книг, «які сформували Америку»[37].